# Manuel Ramón Alvarado
Manuel Ramón Alvarado (Ciudad de Salta, 20 de enero de 1882 - Resistencia, 10 de mayo de 1953) fue un político argentino, que ejerció numerosos cargos en la administración pública de la Provincia de Salta y del país. Su más recordada gestión fue como Ministro de Obras Públicas de Argentina a lo largo de las presidencias de Agustín Pedro Justo y Roberto M. Ortiz y durante la cual se creó la Dirección Nacional de Vialidad.

## Biografía
Estudió en el Colegio Nacional de Salta y en la Facultad de Derecho de la Universidad de Buenos Aires, pero no pudo completar la carrera de abogacía, a consecuencia de la súbita muerte de su padre (fundador del ingenio La Mendieta, de Jujuy) en el norte. Hijo de una de las mayores familias de Salta, su padre poseía grandes extensiones de caña de azúcar.
De regreso a su ciudad natal, fue profesor del Colegio Nacional de Salta y fundó el diario La Montaña; fue diputado provincial por el Partido Demócrata Nacional y por tres veces fue propuesto como candidato al cargo de gobernador de su provincia. Fue también en varias oportunidades ministro de Hacienda provincial.
En el año 1922 fue elegido diputado nacional, cargo que ejerció hasta el año 1930. Descolló por su vocación de trabajo que le hicieron presentar numeroso proyectos, entre los que mencionaremos:[cita requerida] la división y reparto del Territorio Nacional de Los Andes, que comprendían porciones de las provincias de Catamarca, Salta y Jujuy,y que recién se concretaría luego de la revolución de 1943. Asumió el cargo poco después de la derrota conservadora frente al derrocado partido radical, antes de que se reuniera el colegio electoral que debía designar gobernador a Honorio Pueyrredón. Su primera gestión fue aconsejar al dictador Uriburu anular los comicios
En mayo de 1931, ocupó la intervención federal de la Provincia de Buenos Aires.
El presidente Agustín P. Justo lo nombró Ministro de Obras Públicas de la Nación, en 1932, ejerciendo ese cargo durante la totalidad del gobierno de Justo. Su sucesor, el presidente Roberto M. Ortiz, lo nombró nuevamente Ministro de Obras Públicas desde el principio de su gobierno hasta que presentó su renuncia en el año 1940. Durante ambos mandatos se destacó por el fuerte impulso a la inversión pública. Extendió los ferrocarriles nacionales, entre los cuales dio gran impulso al Ferrocarril Trasandino del Norte o Ferrocarril de Huaytiquina, aunque éste no fue terminado bajo su gestión, salvo el tramo actualmente afectado al Tren a las Nubes. Ya en la década de 1920 había publicado un libro muy documentado, para promocionar la construcción de esta vía férrea a fin de conectar el norte argentino con el Océano Pacífico, a través del puerto de Antofagasta con los mercados de Asia. Pese a que pretendió ejercer algún control sobre los servicios prestados por los ferrocarriles privados, se lo impidió una cláusula específica del Tratado Roca-Runciman (1933). Erigió el edificio del Ministerio de Obras Públicas y dio gran impulso a varias otras obras públicas.
Durante su gestión, se planearon, iniciaron o realizaron: los puentes Avellaneda, Uriburu y La Noria sobre el Riachuelo; el puente Paso de los Libres-Uruguayana (puente Agustín P. Justo-Getulio Vargas); las avenidas General Paz y Juan B. Justo, esta última sobre el entubamiento del arroyo Maldonado; la construcción de las líneas C y D, y la iniciación de las obras de la línea E de subterráneos; la Dársena A de Puerto Nuevo; la ruta a Córdoba; el camino a Mar del Plata; el edificio del Banco de la Nación; la modernización de los hospitales Fernández, Argerich y Zubizarreta; el Hospital Militar Central; el Hospital Materno Infantil Ramón Sardá; la Dirección de Parques Nacionales; los edificios de las facultades de Medicina, Bioquímica y Farmacia, Odontología y Derecho; el edificio del Ministerio de Obras Públicas; el edificio de Ferrocarriles del Estado; el Colegio Militar de la Nación; el complejo de edificios de la Escuela de Aviación Militar y de la Fábrica Militar de Aviones; el Estadio Monumental y la Bombonera; el Hipódromo de San Isidro; la Casa del Teatro; la remodelación del teatro Coliseo. 
Creó la Dirección Nacional de Vialidad en 1932 e inició la construcción de las primeras rutas nacionales de la Argentina. Su construcción se financiaba con un impuesto a la nafta, específicamente dedicado a la construcción de rutas, con las cuales se construyeron unos 47 000 kilómetros de rutas, de las cuales se pavimentaron —hasta el año 1944— 30 000 kilómetros.
Fue el gran impulsor de la Ley de Vialidad. El proyecto oficial de 1932 hacía hincapié en el abaratamiento del flete como una forma de reducir los costos de la producción rural, con el objeto de mejorar la competitividad de los productos argentinos en el mercado internacional. En este sentido, la Ley de Vialidad formaba una pareja con otra ley sancionada muy poco después, la 11.742 de elevadores de granos, nueva iniciativa oficial en el campo de las obras públicas, presentada bajo la presión de la crisis y centrada también en la modernización del comercio de la producción agrícola.[cita requerida] A este objetivo central se sumaban otros, como el de combatir la desocupación a través de la obra pública pero de manera subordinada a la primacía asignada al rol económico del camino en relación con la producción agraria. Sólo más tarde y recién en la medida en que las consecuencias de la crisis económica se fueron superando, se sumarían nuevos objetivos como el estímulo al turismo, posterior a la sanción de la ley de Parques Nacionales en 1934 o a ciertas obras de vialidad urbana a partir de 1937, cuando la DNV, al recibir el encargo de ejecución de la avenida de circunvalación de Buenos Aires (Av. Gral. Paz), creó su División Accesos a las Grandes Ciudades. La ley 11.658/1932 creó un nuevo fondo nacional de vialidad destinado al estudio, trazado y construcción de caminos y obras anexas, obtenido por un impuesto sobre la nafta y los lubricantes. Desde el punto de vista institucional, la Dirección General de Vialidad de la Nación, dependiente del MOP, creada unos meses antes de la sanción de la ley, sobre la base de dos reparticiones existentes, fue ascendida a Dirección Nacional (DNV) con la misión de la planificación y construcción de la red vial troncal o nacional. La ley estableció también una ayuda federal que se repartía entre las provincias para que aumentaran sus propias inversiones en caminos provinciales, creando sus propias direcciones provinciales de vialidad
Entre sus obras emblemáticas estuvieron la pavimentación de las rutas nacionales números 2 y 9, y la Avenida General Paz, que circunda la ciudad de Buenos Aires. Hasta su asunción como Ministro, la única ruta interurbana pavimentada de la Argentina era la que unía Buenos Aires con La Plata.[cita requerida]
En el año 1936 fue nombrado interventor federal en la Provincia de Santa Fe, ejerciendo ese cargo hasta el año siguiente. Durante los últimos meses de la presidencia de Justo ocupó el cargo de Ministro del Interior de la Nación e interinamente de Ministro de Relaciones Exteriores. Su sucesor, Roberto M. Ortiz, lo nombró nuevamente ministro de Obras Públicas. Renunció en febrero de 1940.
Desde ese momento se retiró totalmente de la vida pública. Hasta su muerte se dedicó a actividades comerciales y su vida se caracterizó por una gran sencillez y austeridad. A la edad de 71 años y escaso de recursos, falleció en la ciudad de Resistencia, el 10 de mayo de 1953 donde desarrollaba un emprendimiento maderero.